# Choeromorpha sulphurea
Choeromorpha sulphurea es una especie de escarabajo longicornio de la subfamilia Lamiinae. Fue descrita científicamente por Pascoe en 1865.
Se distribuye por Indonesia. Posee una longitud corporal de 19-22 milímetros. El período de vuelo de esta especie ocurre en el mes de marzo.